# Terence Crawford
Terence Allan Crawford (Omaha, 28 settembre 1987) è un pugile statunitense.
Soprannominato "Hunter" o "Bud", è campione in quattro categorie di peso e detentore del titolo mondiale WBO dei pesi welter dal 2018. In precedenza ha posseduto anche i titoli WBO, WBC, The Ring, WBA, IBF e lineare dei pesi superleggeri nonché le corone mondiali WBO, The Ring e lineare dei pesi leggeri. È stato inoltre nominato "pugile dell'anno" dalla BWAA nel 2014 e dalla ESPN nel 2014 e 2017.
Nell'agosto 2017 è divenuto il primo campione indiscusso dei pesi superleggeri in 13 anni, sin dal regno di Kostya Tszyu conclusosi nel 2004. È stato anche il primo pugile in 12 anni a detenere contemporaneamente le quattro corone delle principali organizzazioni pugilistiche (WBA, WBC, IBF e WBO) e solamente il terzo a riuscirci dopo Bernard Hopkins (2004), Jermain Taylor (2005) . Il 29 luglio 2023 battendo il detentore dei titoli dei pesi welter Errol Spence per Ko alla nona ripresa, diventa il primo uomo ad unificare tutte le quattro cinture di categoria diventando così il primo pugile indiscusso della storia dei pesi welter. Considerato tra i migliori pugili della sua generazione nonché della storia, si distingue per il suo stile di combattimento altamente tecnico e per la potenza e rapidità dei suoi colpi, oltre che per la sua abilità di passare facilmente da destrorso a mancino. È al terzo posto nella classifica pound for pound.

## Carriera professionale
Crawford compie il suo debutto da professionista il 14 marzo 2008, sconfiggendo il connazionale Brian Cummings per KO alla prima ripresa.

## Risultati
| N. | Risultato | Record | Avversario            | Metodo | Round, tempo  | Data              | Località                                   | Note |
| -- | --------- | ------ | --------------------- | ------ | ------------- | ----------------- | ------------------------------------------ | --- |
| 41 | Vittoria  | 41-0   | Israil Madrimov       | UD     | 12            | 3 agosto 2024     | BMO Stadium, Los Angeles, California, U.S. | Vince i titoli dei pesi medi leggeri intermedi WBA e vacanti WBO                                                      |
| 40 | Vittoria  | 40-0   | Errol Spence          | TKO    | 9 (12), 2:32  | 29 luglio 2023    | Paradise, Stati Uniti d'America            | Difende il titolo WBO dei pesi welter. Vince il titolo WBA (Super), WBC, IBF e il vacante The Ring dei pesi welter.   |
| 39 | Vittoria  | 39–0   | David Avanesyan       | KO     | 6 (12), 2:14  | 10 dicembre 2022  | Omaha, Stati Uniti d'America               | Difende il titolo WBO dei pesi welter.                                                                                |
| 38 | Vittoria  | 38–0   | Shawn Porter          | TKO    | 10 (12), 1:21 | 20 novembre 2021  | Paradise, Stati Uniti d'America            | Difende il titolo WBO dei pesi welter.                                                                                |
| 37 | Vittoria  | 37–0   | Kell Brook            | TKO    | 4 (12), 1:14  | 14 novembre 2020  | Paradise, Stati Uniti d'America            | Difende il titolo WBO dei pesi welter.                                                                                |
| 36 | Vittoria  | 36–0   | Egidijus Kavaliauskas | TKO    | 9 (12), 0:44  | 14 dicembre 2019  | New York City, Stati Uniti d'America       | Difende il titolo WBO dei pesi welter.                                                                                |
| 35 | Vittoria  | 35–0   | Amir Khan             | TKO    | 6 (12), 0:47  | 20 aprile 2019    | New York City, Stati Uniti d'America       | Difende il titolo WBO dei pesi welter.                                                                                |
| 34 | Vittoria  | 34–0   | José Benavidez Jr.    | TKO    | 12 (12), 2:42 | 13 ottobre 2018   | Omaha, Stati Uniti d'America               | Difende il titolo WBO dei pesi welter.                                                                                |
| 33 | Vittoria  | 33–0   | Jeff Horn             | TKO    | 9 (12), 2:33  | 9 giugno 2018     | Paradise, Stati Uniti d'America            | Vince il titolo WBO dei pesi welter.                                                                                  |
| 32 | Vittoria  | 32–0   | Julius Indongo        | KO     | 3 (12), 1:38  | 19 agosto 2017    | Lincoln, Stati Uniti d'America             | Difende il titolo WBO, WBC e The Ring dei pesi superleggeri. Vince il titolo WBA (Super) e IBF dei pesi superleggeri. |
| 31 | Vittoria  | 31–0   | Félix Díaz            | RTD    | 10 (12), 3:00 | 20 maggio 2017    | New York City, Stati Uniti d'America       | Difende il titolo WBO, WBC e The Ring dei pesi superleggeri.                                                          |
| 30 | Vittoria  | 30–0   | John Molina Jr.       | TKO    | 8 (12), 2:32  | 10 dicembre 2016  | Omaha, Stati Uniti d'America               | Difende il titolo WBO, WBC e The Ring dei pesi superleggeri.                                                          |
| 29 | Vittoria  | 29–0   | Viktor Postol         | UD     | 12            | 23 luglio 2016    | Paradise, Stati Uniti d'America            | Difende il titolo WBO dei pesi superleggeri. Vince il titolo WBC e il vacante The Ring dei pesi superleggeri.         |
| 28 | Vittoria  | 28–0   | Hank Lundy            | TKO    | 5 (12), 2:09  | 27 febbraio 2016  | New York City, Stati Uniti d'America       | Difende il titolo WBO dei pesi superleggeri.                                                                          |
| 27 | Vittoria  | 27–0   | Dierry Jean           | TKO    | 10 (12), 2:30 | 24 ottobre 2015   | Omaha, Stati Uniti d'America               | Difende il titolo WBO dei pesi superleggeri.                                                                          |
| 26 | Vittoria  | 26–0   | Thomas Dulorme        | TKO    | 6 (12), 1:51  | 18 aprile 2015    | Arlington, Stati Uniti d'America           | Vince il vacante titolo WBO dei pesi superleggeri.                                                                    |
| 25 | Vittoria  | 25–0   | Ray Beltrán           | UD     | 12            | 29 novembre 2014  | Omaha, Stati Uniti d'America               | Difende il titolo WBO dei pesi leggeri. Vince il vacante titolo The Ring dei pesi leggeri.                            |
| 24 | Vittoria  | 24–0   | Yuriorkis Gamboa      | KO     | 9 (12), 2:53  | 28 giugno 2014    | Omaha, Stati Uniti d'America               | Difende il titolo WBO dei pesi leggeri.                                                                               |
| 23 | Vittoria  | 23–0   | Ricky Burns           | UD     | 12            | 1 marzo 2014      | Glasgow, Scozia                            | Vince il titolo WBO dei pesi leggeri.                                                                                 |
| 22 | Vittoria  | 22–0   | Andrey Klimov         | UD     | 10            | 5 ottobre 2013    | Orlando, Stati Uniti d'America             | |
| 21 | Vittoria  | 21–0   | Alejandro Sanabria    | TKO    | 6 (10), 0:17  | 15 giugno 2013    | Dallas, Stati Uniti d'America              | Vince il titolo NABO dei pesi leggeri.                                                                                |
| 20 | Vittoria  | 20–0   | Breidis Prescott      | UD     | 10            | 30 marzo 2013     | Paradise, Stati Uniti d'America            | |
| 19 | Vittoria  | 19–0   | Sidney Siqueira       | TKO    | 6 (8), 2:47   | 10 novembre 2012  | Paradise, Stati Uniti d'America            | |
| 18 | Vittoria  | 18–0   | Hardy Paredes         | TKO    | 4 (8), 0:40   | 13 settembre 2012 | Paradise, Stati Uniti d'America            | |
| 17 | Vittoria  | 17–0   | David Rodela          | KO     | 2 (6), 2:30   | 8 giugno 2012     | Paradise, Stati Uniti d'America            | |
| 16 | Vittoria  | 16–0   | Andre Gorges          | KO     | 5 (6), 0:44   | 14 aprile 2012    | Paradise, Stati Uniti d'America            | |
| 15 | Vittoria  | 15–0   | Angel Rios            | UD     | 8             | 10 settembre 2011 | Atlantic City, Stati Uniti d'America       | |
| 14 | Vittoria  | 14–0   | Derrick Campos        | TKO    | 2 (6), 2:31   | 30 luglio 2011    | Denver, Stati Uniti d'America              | |
| 13 | Vittoria  | 13–0   | Anthony Mora          | KO     | 1 (6), 1:58   | 26 febbraio 2011  | Grand Island, Stati Uniti d'America        | |
| 12 | Vittoria  | 12–0   | Ron Boyd              | TKO    | 1 (6), 2:28   | 31 luglio 2010    | York, Stati Uniti d'America                | |
| 11 | Vittoria  | 11–0   | Marty Robbins         | KO     | 3 (6), 0:51   | 1 maggio 2010     | Iowa City, Stati Uniti d'America           | |
| 10 | Vittoria  | 10–0   | Corey Sommerville     | TKO    | 2 (4), 1:25   | 19 dicembre 2009  | Knoxville, Stati Uniti d'America           | |
| 9  | Vittoria  | 9–0    | Steve Marquez         | TKO    | 1 (4), 2:35   | 31 ottobre 2009   | Johnstown, Stati Uniti d'America           | |
| 8  | Vittoria  | 8–0    | Miguel Delgado        | TKO    | 3 (4), 1:02   | 2 maggio 2009     | Johnstown, Stati Uniti d'America           | |
| 7  | Vittoria  | 7–0    | Lucas Rodas           | KO     | 1 (4), 1:52   | 21 marzo 2009     | Cincinnati, Stati Uniti d'America          | |
| 6  | Vittoria  | 6–0    | Travis Hartman        | UD     | 4             | 7 marzo 2009      | York, Stati Uniti d'America                | |
| 5  | Vittoria  | 5–0    | Michael Williams      | TKO    | 2 (4), 1:14   | 8 novembre 2008   | York, Stati Uniti d'America                | |
| 4  | Vittoria  | 4–0    | Aaron Anderson        | UD     | 4             | 22 agosto 2008    | Iowa City, Stati Uniti d'America           | |
| 3  | Vittoria  | 3–0    | Damon Antoine         | UD     | 4             | 26 luglio 2008    | York, Stati Uniti d'America                | |
| 2  | Vittoria  | 2–0    | Filiberto Nieto       | RTD    | 1 (4), 3:00   | 3 aprile 2008     | Glen Burnie, Stati Uniti d'America         | |
| 1  | Vittoria  | 1–0    | Brian Cummings        | KO     | 1 (4), 0:26   | 14 marzo 2008     | Denver, Stati Uniti d'America              | |